# 艾克國際
艾克國際股份有限公司（前港交所：8179），前香港創業板上市公司，創辦於2000年，由台灣商人創立，主要業務從事於關鍵電子信息技術的前向研究及將該等關鍵科技結果予以研究及商業化、通信管理，以及為相關聯的公司提供管理服務。公司全部收入來自中國大陸。
本公司在2004年2月4日起暫停買賣，原因是台灣流動資金問題及拖欠工資問題增加，因此要集體辭職；除此之外，長期更換核數師變得更多。
最後本公司因未能向港交所提交復牌建議，而根據《香港聯合交易所有限公司創業板證券上市規則》條例第9.14條，裁定本公司在2005年7月27日於上午9時30分撤銷上市。